# 't Rijpje
't Rijpje est un village situé dans la province néerlandaise de Schagen, dans la province de la Hollande-Septentrionale. En 2007, la ville comptait 190 habitants.